# Norrbyn (Bollnäs)
Norrbyn is een plaats in de gemeente Bollnäs in het landschap Hälsingland en de provincie Gävleborgs län in Zweden. De plaats heeft 79 inwoners (2005) en een oppervlakte van 31 hectare.